# Хлопок в геральдике
Изображение хло́пка в геральдике широко распространено. Хлопок — волокно растительного происхождения, покрывающее семена хлопчатника; оно имеет большое экономическое значение, будучи наиболее дешёвым и распространённым растительным волокном. Хлопок в культивирующих его странах часто называют «белым золотом», он считается символом достатка, изобилия и процветания.

## Общая информация
В настоящее время изображение хлопка есть на гербах Узбекистана, Таджикистана, Туркменистана, Кыргызстана, Пакистана, Индонезии, Северная Македонии, Анголы, Танзании, Уганды и Сент-Винсента и Гренадин. Также хлопок изображен на гербах некоторых регионов стран. Так, хлопок есть на гербах Республики Каракалпакстан (Узбекистан), вилаята Синд (Пакистан), штата Теннесси (США), штата Риу-Гранди-ду-Норти (Бразилия), провинции Формоса (Аргентина), департамента Сукре (Колумбия) и провинции Гуанакасте (Коста-Рика).
Изображение хлопка широко распространено на гербах различных городов и муниципалитетов стран мира. Особенную популярность изображение хлопка имеет на гербах многих муниципалитетов Колумбии и Бразилии.
Многие из государств, на гербе которых изображен хлопок, в прошлом были социалистическими странами или странами социалистической ориентации, нередко и на предыдущих гербах этих стран также присутствовал хлопок. Большое распространение традиция изображения хлопка на гербах получила в СССР. На гербах пяти из пятнадцати республик СССР было изображение хлопка.

### Действующие гербы независимых государств
- Государственный герб Республики Узбекистан
- Государственный герб Республики Таджикистан
- Государственный герб Туркменистана
- Государственный герб Кыргызской Республики
- Государственная эмблема Исламской Республики Пакистан
- Государственный герб Северной Македонии
- Государственная эмблема Республики Ангола
- Государственный герб Республики Уганда
- Государственный герб Сент-Винсента и Гренадин
- Государственный герб Республики Индонезия

### Действующие гербы регионов стран
- Герб Республики Каракалпакстан (Узбекистан)
- Герб вилаята Синд (Пакистан)
- Герб штата Риу-Гранди-ду-Норти (Бразилия)
- Герб провинции Формоса (Аргентина)
- Герб департамента Сукре (Колумбия)
- Герб провинции Гуанакасте (Коста-Рика)

### Действующие гербы городов, муниципалитетов, коммун и районов
- Герб города Джакарта (Индонезия)
- Герб города Эль-Эспиналь (Колумбия)
- Герб города и муниципалитета Боскония (Колумбия)
- Герб города и муниципалитета Альгарробо (Колумбия)
- Герб муниципалитета Армеро (Колумбия)
- Герб муниципалитета Буенависта (Колумбия)
- Герб города и муниципалитета Чиригуана (Колумбия)
- Герб города и муниципалитета Эль-Копей (Колумбия)
- Герб города и муниципалитета Фландес (Колумбия)
- Герб города и муниципалитета Ла-Хагуа-де-Ибирико (Колумбия)
- Герб города и муниципалитета Мирафлорес (Колумбия)
- Герб города и муниципалитета Сан-Альберто (Колумбия)
- Герб города и муниципалитета Урумита (Колумбия)
- Герб города и муниципалитета Вальедупар (Колумбия)
- Герб города и муниципалитета Агустин-Кодасси (Италия)
- Герб коммуны Курс (Франция)
- Герб муниципалитета Кайко (Бразилия)
- Герб муниципалитета Кодо (Бразилия)
- Герб муниципалитета Мирандиба (Бразилия)
- Герб муниципалитета Нова-Олинда (Бразилия)
- Герб муниципалитета Тежусуока (Бразилия)

### Исторические гербы

#### Узбекистан
- Герб Узбекской ССР в 1924—1929 годах
- Герб Узбекской ССР в 1929—1937 годах
- Герб Узбекской ССР в 1937—1947 годах
- Герб Узбекской ССР в 1947—1991 годах

#### Таджикистан
- Герб Таджикской АССР в 1924—1929 годах
- Герб Таджикской АССР в 1929—1931 годах
- Герб Таджикской ССР в 1931—1935 годах
- Герб Таджикской ССР в 1936—1940 годах
- Герб Таджикской ССР в 1940—1991 годах

#### Туркменистан
- Государственный герб Туркменистана в 2000—2003 годах
- Государственный герб Туркменистана в 1992—2000 годах
- Герб Туркменской ССР в 1977—1991 годах
- Герб Туркменской ССР в 1937—1977 годах
- Герб Туркменской ССР в 1924—1937 годах

#### Остальные
- Герб Киргизской ССР в 1936—1937 годах
- Герб Киргизской ССР в 1937—1991 годах
- Герб Каракалпакской АССР в 1936—1991 годах
- Герб Закавказской СФСР в 1923—1936 годах
- Герб Азербайджанской ССР в 1937—1991 годах
- Герб Нахичеванской АССР в 1937—1991 года
- Герб Социалистической Республики Македония в 1946—1991 годах и Республики Македония в 1991—2009 годах